# Anthony Grafton
Anthony Grafton (21 de mayo de 1950) es un historiador estadounidense especialista en el Renacimiento. Profesor de la Universidad de Princeton, es miembro además de la Academia Británica.

## Vida
Anthony Grafton se educó en la Academia Phillips y en la Universidad de Chicago, donde se licenció y doctoró en historia con una tesis supervisada por Eric Cochrane. Estudió un año en el University College de Londres, con el historiador de la Antigüedad Arnaldo Momigliano. Anthony Grafton está considerado como uno de los grandes historiadores del renacimiento y de la historia intelectual europea. La colección de ensayos en su honor For the Sake of Learning comprende 56 ensayos en homenaje a su carrera, lo que atestigua la importancia de Grafton como mentor de otros historiadores y estudiantes de doctorado
Enseñó poco tiempo en la Universidad Cornell, en el Departamento de Historia, y en 1975 se incorporó a la Universidad de Princeton, en donde se mantiene.
Ha trabajado intensamente sobre Escalígero (1484–1558), y para poder juzgar sus méritos como erudito y exégeta de textos latinos tuvo que volcarse en el estudio del humanismo tardío; de modo que Grafton logró conquistar una inusual familiaridad enciclopédica con la producción de varios autores de los siglos XV y XVI, que le han servido para seguir sus estudios tras la biografía Joseph Scaliger. 
Grafton ha trabajado luego sobre figuras del Renacimiento, sin olvidar sus ecos en los dos siglos siguientes. Ha escrito sobre la educación humanista (con Lisa Jardine, en From Humanism to the Humanities, 1986), y se ha acercado al médico y polígrafo Girolamo Cardano, desde la perspectiva del astrólogo (Cardano's Cosmos, 1999), y al gran arquitecto y humanista Alberti (Leon Battista Alberti: Master Builder of the Italian Renaissance, 2000). Previamente redactó ensayos más vastos o más divulgativos, como Defenders of the Text (1991); The Footnote: A curious history (1997).
Este políglota (que pide a sus estudiantes que aprendan el mayor número de lenguas), ha sido galardonado con el Premio Balzan de humanidades, en 2002; y desde 2007, es coeditor del Journal of the History of Ideas. No obstante, también colabora en prensa más general, como The New Republic, The American Scholar y The New York Review of Books.

## Obra
- Joseph Scaliger: A Study in the History of Classical Scholarship, Oxford, Oxford University Press (Warburg Studies), 1983–1993.
- From Humanism to the Humanities. Education and the Liberal Arts in Fifteenth- and Sixteenth-Century Europe, Londres, Duckworth, 1986, con Lisa Jardine.
- Forgers and Critics. Creativity and Duplicity in Western Scholarship, Princeton, Princeton University Press, 1990. Tr.: Falsarios y críticos: creatividad e impostura en la tradición occidental, Crítica, 2001 ISBN 978-84-8432-267-2.
- Defenders of the Text: The Traditions of Scholarship in the Age of Science, 1450-1800, Cambridge, MA: Harvard University Press, 1991.
- Commerce with the Classics: Ancient Books and Renaissance Readers, Ann Arbor, University of Michigan Press, 1997.
- The Footnote: A Curious History, Cambridge, MA: Harvard University Press, 1997.
- Cardano's Cosmos: The Worlds and Works of a Renaissance Astrologer, Cambridge, MA, Harvard University Press, 1999.
- Leon Battista Alberti: Master Builder of the Italian Renaissance, Cambridge, MA, Harvard University Press, 2000.
- Bring Out Your Dead: The Past as Revelation (Cambridge, MA: Harvard University Press, 2001).
- What Was History?: The Art of History in Early Modern Europe, Cambridge, Cambridge University Press, 2006.
- Christianity and the Transformation of the Book: Origen, Eusebius, and the Library of Caesarea, Cambridge, MA, Harvard University Press, 2006; con Megan Hale Williams.
- Codex in Crisis, Nueva York, The Crumpled Press, 2008. Video: Anthony Grafton: Codex in Crisis, 12-2-2009
- Worlds Made by Words, Cambridge, MA: Harvard University Press, 2009.

## Enlaces
- CURRICULUM
- Anthony Grafton Artículo en The New York Review of Books(en inglés)

| Predecesor: Claude Lorius James Sloss Ackerman Jean Pierre Changeux Marc Fumaroli | Premio Balzan 2002 | Sucesor: Eric Hobsbawm Reinhard Genzel Serge Moscovici Wen-Hsiung Li |

- Datos: Q555308
- Multimedia: Anthony Grafton / Q555308